# Werner z Eppsteinu
Werner z Eppsteinu (zm. 2 kwietnia 1284 r. w Aschaffenburgu) – arcybiskup Moguncji i książę-elektor Rzeszy od 1259 roku.

## Życiorys
Pochodził z rodziny hrabiów Eppsteinu; brat jego dziada Zygfryd, a następnie jego stryj Zygfryd byli arcybiskupami Moguncji przez niemal całe pierwsze półwiecze XIII w. Przeznaczony do stanu duchownego, rozpoczął karierę i otrzymywał edukację w Moguncji. Osiągnął tu stanowisko prepozyta katedralnego. W październiku 1259 r. powołany został na zwolnione wówczas stanowisko arcybiskupa Moguncji, pełniącego jednocześnie funkcję świeckiego zwierzchnika księstwa arcybiskupiego oraz elektora Rzeszy. W 1260 r. udał się do Rzymu, gdzie zyskał papieskie zatwierdzenie na stanowisku. Zajął się kwestiami umocnienia dyscypliny kościelnej. Dbał też o integralność swego księstwa (m.in. ekskomunikował landgrafa Hesji Henryka I i jego matkę z powodu sporu terytorialnego). Aktywnie uczestniczył w sporach o tron niemiecki w okresie wielkiego bezkrólewia. Porozumiał się wówczas z jednym z królów, Ryszardem z Kornwalii, który powierzył Wernerowi zarząd królewskimi dobrami na lewym brzegu Renu. W 1261 r. koronował w Pradze innego stronnika Ryszarda, króla Czech Przemysła Ottokara II.
Po śmierci Ryszarda z Kornwalii Werner przeprowadził w 1272 r. nową elekcję królewską: doprowadził do porozumienia większości elektorów zapobiegając ponownemu podwójnemu wyborowi. Królem obrany został Rudolf I Habsburg. W następnych latach Werner zmuszony był do radzenia sobie z kłopotami wewnętrznymi. W 1275 zawarł sojusz z pozostałymi arcybiskupami-elektorami: Kolonii i Trewiru. W 1276 r. wziął udział w wyprawie Rudolfa Habsburga przeciwko Przemysłowi Ottokarowi II, który nie uznał wyboru nowego króla. Aktywnie wspierał króla Rudolfa w staraniach o zaprowadzenie wewnętrznego pokoju w Rzeszy.